# アントニア・ベンボ
アントニア・ベンボ（Antonia Bembo, 1640年頃 - 1720年頃）は、イタリアの作曲家・歌手。 ヴェネツィアで生まれ、パリで没した。医師ジャコモ・パドアーニの娘。1659年、ロレンツォ・ベンボと結婚。1676年、パリに移る。おそらく、最悪の結婚生活から逃れるためと思われる。パリでは、 ルイ14世の宮廷で歌い、王から年金と、宗教的コミュニティPetite Union Chrétienne des Dames de Saint Chaumontの住まいを賜った。 エリザベト・ジャケ＝ド＝ラ＝ゲールとは同時代。
フランス国立図書館には、「Produzioni ormoniche」と呼ばれる、6巻からなる彼女の手稿が残されているが、そのほとんどはルイ14世に献呈されたものである。そこには自叙伝的な記述も書かれてあり、他の資料からも裏付けられている。彼女は1654年に（バルバラ・ストロッツィの師でもある）ピエトロ・フランチェスコ・カヴァッリの教えを受け、当時のすべての主要なジャンル（オペラ、教会および世俗カンタータ、大小のモテット、など）の作品を書いた。作風は、フランス風とイタリア風の折衷で、フランスの舞曲形式同様、当時のイタリア風のヴィルトゥオーソの要素を用いた。作品の多くは、通奏低音を伴うソプラノのための曲である。オペラ『L'Ercole amante』（1707年）はフランチェスコ・ブーティの台本。

## 参考
- Claire Fontijn, Marinella Laini. "Antonia Bembo", Grove Dictionary of Music and Musicians|Grove Music Online, ed. L. Macy (accessed September 18, 2006), grovemusic.com (subscription access).
- Pendle, Karin. Women and Music: A History. Indiana University Press, Bloomington IN. (2001) ISBN 0-253-21422-X